# Fernando Menegazzo
Fernando Menegazzo (Anita Garibaldi, 3 mei 1981) is een Braziliaans ex-profvoetballer van Italiaanse afkomst. In Europa speelde Fernando daarom op een Italiaans paspoort. 

## Clubvoetbal
Fernando speelde in tegenstelling tot vele prof-voetballers pas op late leeftijd bij een club. Op 17-jarige leeftijd werd hij na vele tests opgenomen bij Esporte Clube Juventude. Hij blijft nuchter en ziet voor hem nog geen grote toekomst weggelegd als prof-voetballer. Toch wordt hem al een jaar na binnenkomst een prof-contract aangeboden en maakt hij als middenvelder op 19-jarige leeftijd zijn debuut voor het eerste elftal in een wedstrijd tegen Flamengo. Drie seizoenen blijft Fernando nog bij Juventude voetballen onder de bezielende leiding van coach Ricardo Gomes. Tussendoor maakt hij een uitstapje naar Grêmio Porto Algre.
De carrière van Fernando gaat in vogelvlucht omhoog. Een transfer naar Europa lonkt en hij tekent een contract in de Serie A bij AC Siena. Hij speelt anderhalf jaar bij de club voordat hij voor zes maanden wordt uitgeleend aan Serie B club Calcio Catania. Bij Catania speelt Fernando niet als middenvelder maar als aanvaller.
Fernando blijkt een multi-functionele voetballer te zijn maar verblijft het liefst op het middenveld. In de zomer van 2005 maakt hij de verrassende overstap naar Girondins de Bordeaux. In Frankrijk is het grote publiek verrast door de transfer van de onbekende Braziliaan. De manager van Bordeaux is echter Ricardo Gomes die Fernando nog niet vergeten is.
De nieuwe Braziliaanse aanwinst van de Girondins blijkt een van de revelaties in zijn eerste seizoen. De talentvolle middenvelder blijkt meerdere kwaliteiten te bezitten, een goede techniek en een tweebenige voetballer. Ondanks zijn defensieve positie op het middenveld, heeft Fernando weinig moeite om ook offensief te denken waardoor hij in zijn eerste seizoen in Frankrijk zelfs vijf doelpunten wist te maken.
Ondanks het vertrek van enkele bepalende spelers (zoals Rio Mavuba, Jean-Claude Darcheville en Julien Faubert) in de zomer van 2007 én het vertrek van Ricardo Gomes naar AS Monaco, bleef Fernando Bordeaux trouw en verlengde zijn verbeterde contract tot de zomer van 2011. Hij is een van de pilaren in het elftal van Girondins de Bordeaux geworden. In februari 2010 werd dat nog eens bevestigd toen zijn contract werd opengebroken tot juni 2014.
In juni 2011 haalde de Belgische trainer Michel Preud'homme Fernando Menegazzo naar Saoedi-Arabië. Voor een transfersom van 6 miljoen euro verhuisde de Braziliaanse middenvelder naar Al Shabab. Hij tekende een 3-jarig contract tot juni 2014.
Van juni 2014 tot december 2014 speelde hij voor Club Brugge.

## Nationaal elftal
Fernando speelde voor diverse nationale jeugdteams van Brazilië. In 2001 zat hij in de selectie voor het Zuid-Amerikaanse U-20 kampioenschap georganiseerd door de CONMEBOL in Ecuador. Daar wist het elftal het toernooi te winnen. De Braziliaanse bondscoach Luiz Felipe Scolari gaf Fernando ook een kans in de hoofdmacht. Hij werd in 2001 twee keer opgeroepen voor de Seleção maar kreeg beide keren geen speeltijd.
Ricardo Gomes gaf Fernando in 2003 wel speeltijd. De coach van het Braziliaanse Olympische elftal riep zijn voormalige pupil bij Juventude op voor een toernooi in Qatar. In de selectie zaten ook de talentvolle Brazilianen Kaká en Júlio Baptista. Fernando speelt vier wedstrijden in het toernooi.
In 2006 volgt dan toch zijn debuut voor de Seleção. Na een goed eerste seizoen bij Girondins de Bordeaux, ontvangt Fernando een uitnodiging van bondscoach Dunga. Op 15 november 2006 debuteert Fernando in een vriendschappelijke wedstrijd tegen Zwitserland in Bazel.
Door grote concurrentie bleven uitnodigingen daarna uit. In het voorjaar van 2007 wordt er toch weer aan de Braziliaan in Franse dienst gedacht en maakt Fernando deel uit van de selectie voor de Copa América 2007. Een basisplaats in de halve finale tegen Uruguay en een invalbeurt in de laatste minuten van de finale tegen Argentinië waren de inbreng van Fernando aan het winnen van de Copa America door Brazilië.

## Statistieken
| seizoen | club                  | land          | competitie            | wed. | goals |
| ------- | --------------------- | ------------- | --------------------- | ---- | ----- |
| 1999    | Juventude             | Brazilië      | Campeonato Brasileiro | 0    | 0     |
| 2000    | Juventude             | Brazilië      | Campeonato Brasileiro | 7    | 1     |
| 2001    | Juventude             | Brazilië      | Campeonato Brasileiro | 22   | 4     |
| 2002    | → Grêmio Porto-Alegre | Brazilië      | Campeonato Brasileiro | 9    | 0     |
| 2003    | Juventude             | Brazilië      | Campeonato Brasileiro | 7    | 1     |
| 2003/04 | AC Siena              | Italië        | Serie A               | 18   | 2     |
| 2004/05 | AC Siena              | Italië        | Serie A               | 6    | 0     |
| 2004/05 | Calcio Catania        | Italië        | Serie B               | 18   | 0     |
| 2005/06 | Girondins de Bordeaux | Frankrijk     | Ligue 1               | 31   | 5     |
| 2006/07 | Girondins de Bordeaux | Frankrijk     | Ligue 1               | 32   | 2     |
| 2007/08 | Girondins de Bordeaux | Frankrijk     | Ligue 1               | 32   | 3     |
| 2008/09 | Girondins de Bordeaux | Frankrijk     | Ligue 1               | 31   | 6     |
| 2009/10 | Girondins de Bordeaux | Frankrijk     | Ligue 1               | 29   | 1     |
| 2010/11 | Girondins de Bordeaux | Frankrijk     | Ligue 1               | 35   | 2     |
| 2011/12 | Al Shabab             | Saoedi-Arabië | Saudi Premier League  | 22   | 3     |
| 2012/13 | Al Shabab             | Saoedi-Arabië | Saudi Premier League  | 26   | 3     |
| 2013/14 | Al Shabab             | Saoedi-Arabië | Saudi Premier League  | 20   | 4     |
| 2014/15 | Club Brugge           | België        | Eerste klasse         | 10   | 1     |
| 2014/15 |                       | Brazilië      | Campeonato Brasileiro | 0    | 0     |
|         |                       |               | Totaal                | 355  | 38    |

## Erelijst
Brazilië
- Winnaar Campeonato Sul-Americano de Futebol Sub-20: 2001
- Winnaar Copa América: 2007

Girondins de Bordeaux
- Landskampioen Ligue 1: 2009
- Vice-kampioen Ligue 1: 2006, 2008
- Winnaar Coupe de la Ligue: 2007, 2009
- Finalist Coupe de la Ligue: 2010
- Franse Supercup: 2008